# Старики (Сарненський район)
Старики́ — село в Україні, у Рокитнівській селищній громаді Сарненського району Рівненської області. Населення становить 82 осіб. 
На південь від села розташована частина загальнозоологічного заказника — Масевицький, Урочище «Старики».

## Населення
За переписом населення 2001 року в селі мешкали 82 особи. 100 % населення вказали своєї рідною мовою українську мову.